# Condition de non-glissement
En mécanique des fluides, il est traditionnel de considérer que la vitesse tangentielle à une surface solide est nulle, autrement dit que le fluide ne glisse pas sur la surface solide. Cette hypothèse constitue la condition de non-glissement.
Pour décrire l'écoulement d'un fluide dans une situation donnée, il est nécessaire de préciser les conditions aux limites de l'écoulement.
Lorsque la région occupée par le fluide est bordée par une surface solide, le fluide ne peut la traverser. Sa vitesse est donc forcément nulle dans la direction perpendiculaire à la surface. En revanche, elle n'est pas forcément nulle dans les directions tangentielles.
En toute rigueur, il y a toujours un glissement, mais il n'est appréciable qu'à des échelles spatiales microscopiques.
Dans certains cas, le glissement est notable. Pour décrire quantitativement le glissement, on utilise souvent la longueur de glissement : il s'agit de la distance au-delà de la surface solide à laquelle la vitesse tangentielle du fluide s'extrapole à une valeur nulle.
Pour un polymère fondu, la longueur de glissement se situe en général à l'échelle de un à quelques micromètres. Elle a donc une influence dans l'extrusion de plaques ou de fibres.
Pour un liquide usuel, constitué de petites molécules, la longueur de glissement est inférieur au micromètre ; ce glissement est cependant plus important que prévu, et suscite l'intérêt des chercheurs du domaine.
Pour une mousse, constituée de bulles déformables, il est fréquent qu'il y ait un fort glissement à la paroi solide : les bulles se déplacent par rapport à la paroi, tandis que le mince film de liquide qui entoure la bulle est cisaillé
du côté de la paroi. Ainsi, microscopiquement, le liquide ne glisse pas ; mais macroscopiquement, les bulles (et la mousse) glissent.
Il en est de même pour une émulsion, constituée de gouttes déformables d'un liquide dans un autre liquide, comme la vinaigrette.